# Lisa Kennedy Montgomery
Lisa Kennedy Montgomery est une actrice américaine née le 8 septembre 1972 à Indianapolis, Indiana (États-Unis).

## Filmographie
- 1992 : Alternative Nation (série TV) : Host
- 1986 : 120 Minutes (série TV) : Host (1994-)
- 2002 : Friend or Foe (série TV) : Host
- 2003 : WinTuition (série TV) : Host
- 2005 : Reality Remix (série TV) : Host